# Азам, Космас Дамиан
Космас Дамиан Азам (1686—1739) — немецкий скульптор, художник и архитектор. Работал главным образом со своим братом, штукатуром и скульптором Эгидом Кверином Азамом.
С 1711 по 1713 год  учился у Карло Маратта в Риме.
Азам был главным мастером южно-немецкой потолочной живописи в период барокко и рококо. Он, отчасти со своим братом, работал над оформлением замков в Брухзале, Эттлингене и монастыря в Вайгартене.  В 1713 году Азам получил премию Академии за рисунок « Чудо Святого Пио».